# Дубенец (Брестская область)
Ду́бенец (бел. Дубенец) — деревня в Столинском районе Брестской области Беларуси. Входит в состав Бережновского сельсовета. Расположена в 20 км от Столина, в 265 км от Бреста, в 20 км от железнодорожной станции Видибор. Население — 207 человек (2019).

## История
Впервые упоминается в начале XVIII века как деревня во владениях помещика Колб-Селецкого в составе Речи Посполитой. В 1718 году была построена Богородицкая церковь. После Второго раздела Речи Посполитой 1793 года в составе Российской империи, центр православного прихода.
С 1795 года в составе Плотницкой волости Пинского уезда Минской губернии. Собственность помещиков Щитовых, позднее Киневичей.
В 1886 году работали церковь и земское народное училище. В 1897 году — хлебозапасный магазин, винокуренный завод.
С 1921 по 1939 годы в составе Плотницкой гмины Лунинецкого повята Полесского воеводства Польши.
С 12 октября 1940 года по 16 июля 1954 года — центр сельсовета.

## Население
Население деревни на 2019 год составляло 207 человек.
| 1795 | 1886  | 1897  | 1939  | 1970  | 1980  | 1999  | 2002  | 2005  | 2009  | 2019  |
| ---- | ----- | ----- | ----- | ----- | ----- | ----- | ----- | ----- | ----- | ----- |
| 195  | ▲ 240 | ▲ 348 | ▲ 795 | ▼ 646 | ▼ 512 | ▼ 394 | ▼ 378 | ▼ 362 | ▼ 321 | ▼ 207 |

## Инфраструктура
В 1980 году была базовая школа, клуб, библиотека, отделение связи, магазин, фельдшерско-акушерский пункт.

## События и мероприятия
26 августа 2023 года в рамках XVII Республиканского экологического форума у деревни Дубенец на водохранилище "Великие Орлы" состоялось зарыбление водохранилища.

## Достопримечательность
- Церковь Рождества Пресвятой БогородицыЦерковь Рождества Пресвятой Богородицы (1718—1720) —  Историко-культурная ценность Республики Беларусь, шифр 112Г000686